# International Rugby League
L'International Rugby League (IRL) è la federazione internazionale che governa lo sport del rugby a 13. La sua sede si trova a Manchester, nel Regno Unito. L'attuale presidente è Nigel Wood.
I suoi compiti principali sono quelli di stabilire i regolamenti ufficiali validi a livello mondiale e gestire tutta una serie di competizioni tra cui la più importante è la Coppa del Mondo di rugby a 13. Tra i tornei gestiti dall'IRL figurano anche il Four Nations e la Pacific Cup, mentre le competizioni europee sono svolte sotto la supervisione della Rugby League European Federation (RLEF).
L'IRL, a partire dal 2004, si occupa anche di premiare annualmente tutti i protagonisti che si sono distinti nel rugby a 13.

## Storia
La prima federazione mondiale ad essere istituita fu originariamente l'Imperial Rugby League Board, nato nel 1927 e formato da tre rappresentanti britannici e un rappresentante ciascuno di Australia e Nuova Zelanda. Sotto la spinta della federazione francese in seguito, il 25 gennaio 1948, nacque il nuovo International Rugby League Board che organizzò anche la prima Coppa del Mondo di rugby a 13 nel 1954.
Con lo scoppio della Super League war, durante la metà degli anni 1990, si verificò l'isolamento dell'Australia e la nascita della Super League International Board. Con il superamento della diatriba e la formazione della National Rugby League, la spaccatura si ricompose e nel 1998 venne fondata la Rugby League International Federation (RLIF). Il 15 ottobre 2019, nell'ottica di un processo di ammodernamento, entrò in vigore l'attuale denominazione mutata in International Rugby League (IRL).